# Vàng đằng
Vàng đằng còn có tên gọi khác là dây đằng giang, hoàng đằng, hoàng đằng lá trắng, dây khai, vàng đắng. Tên khoa học: Coscinium usitatum (Pierre trong Flore Forestiere de la Cochinchine, Paris), thuộc họ Biển bức cát (Menispermaceae). Phân bổ tại khu vực Campuchia và Việt Nam (từ Tây Nguyên tới Nam Bộ).

## Đặc điểm
Vàng đằng là một cây leo to, có phân nhánh, mọc bò trên mặt đất hoặc leo lên những cây gỗ cao. Thân hình trụ, đường kính 5–10 cm. Thân non màu trắng bạc, thân già màu ngà, xù xì, có vết tích của lá rụng. Cắt ngang thân có hình bánh xe với những tia tuỷ như nan hoa bánh xe, màu vàng, giữa có vòng lõi tuỷ xốp. Lá mọc so le, mặt trên xanh, mặt dưới màu trắng nhạt, dài 15–30 cm, rộng 10–20 cm, có 5 gân (3 gân nổi rõ). Mặt dưới có phủ lông tơ. Hoa màu trắng phớt tím, mọc thành xim ở kẽ lá. Cuống hoa rất ngắn. Rễ hình trụ, đầu thuôn hình nón, mặt ngoài màu trắng nhạt, mặt trong màu vàng, cắt ngang rễ cũng có hình bánh xe với những tia tuỷ hình nan hoa.
Ở Việt Nam, cây mọc hoang rất phổ biến ở vùng rừng núi đông Nam Bộ, nam Trung Bộ, Tây Nguyên.

## Bộ phận dùng
Sử dụng thân và rễ. Khai thac vào mùa thu và đông. Phơi hoặc sấy khô. Thường dùng để chiết berberin.

## Thành phần hóa học
Thân và rễ chứa alcaloid berberin với tỷ lệ 1,5-3%.

## Công dụng
Chữa ỉa chảy, lỵ trực khuẩn, viêm ruột, vàng da, sốt, sốt rét, kém tiêu hoá: ngày 10-16g dạng sắc, bột hoặc viên. Dùng berberin chlorid dạng viên nén 0,05 g, ngày 0,30-0,50 g chia 2 lần. Trẻ em tuỳ tuổi dùng ít hơn. Dung dịch 0,5-1% berberin chlorid chữa đau mắt.